# BlackBerry Torch 9800
BlackBerry Torch 9800（ブラックベリートーチ 9800）はカナダの携帯電話メーカー、リサーチ・イン・モーション (RIM) が開発したBlackBerryシーリーズのスマートフォン。

## 概要
タッチティスプレイと縦型スライドのQWERTY配列のキーボードを搭載しており、OSはBlackBerry OS (Ver.6.0) を採用している。アメリカではAT&T社が、2010年8月3日に独占的に発売を行っている。。
これまでに発売されたBlackBerryの形状とはことなり、タッチパネル + 縦型のQWERTYスライドキーボードという珍しい形状となる。スライドキーボード搭載をすることによりディスプレーは大型化することが可能となり、3.2インチの480x360ドットのディスプレイとなっている。（それは全面タッチパネルのBlackBerry Storm及びBlackBerry Storm 2と同等である）。ソフトウェアは旧機種と比較して大幅に改良され、iOSやAndroid端末を上回るSNS機能や検索機能を搭載しているといわれている。 。開発コードはTalladega。
日本では2011年の春時点では発売されていないがSIMフリー版が発売されており、NTTドコモのSIMカードを挿入し利用することが可能となっている。

## 歴史
この端末の販売は、RIMの最高経営責任者 (CEO) Mike Lazaridisの2010年の最新のオペレーティングシステムBlackBerry 6に対する基調講演の中で話された ことにより次世代機種はタッチティスプレイとQWERTYキーボードの採用が予想された。またプロトモデルの画像は、2010年の初夏に発表された。正式名称が発表されるまでは、仮にBold 9800又は9800 Sliderと呼ばれていた。その後、8月の正式発表時にTorch 9800と正式に命名された。リサーチ・イン・モーションが2009年に買収したWebkitベースのブラウザを採用している。。

## 公式仕様
- サイズ:
  - 111mm x 62mm x 14.6mm (クローズ時)
  - 148mm x 62mm x 14.6mm (オープン時)
- 重量: 161.1g
- 演算装置: Marvell PXA940 running at Minimum 624Mhz - Maximum 1Ghz
- Image System Processor (ISP): STmicroelectronics STV0987[9][9]
- ディスプレイ: 3.2インチ HVGA+(480x360) タッチパネルディスプレイ[10]
- カメラ: 500万画素、2倍デジタルズーム、オートフォーカス（JPEG対応）
- ビデオ: 480p[11]
- バッテリー: 1300 mAhr、リチウムイオンバッテリー cell[12]
- バッテリー寿命:
  - 18日(GSM) 又は 14日(UMTS) 待ち受け時
  - 5.5時間(GSM) or 5.8 時間(UMTS) 通話時
- GPS:A-GPS対応
- 入力: タッチパネルディスプレイ、トラックパッド、QWERTYキーボード
- ビデオフォーマットの対応: MPEG4, H.263, H.264, WMV3
- オーディオフォーマットの対応: MP3, AMR-NB, AAC-LC, AAC+, eAAC+, WMA, WMV, FLAC, Ogg Vorbis
- 着メロ: MIDI, MP3
- Connectivity: 3G; Bluetooth 2.1 + EDR; 802.11 b/g/n Wi-Fi; 3.5mm stereo headset, Micro-USB
- ネットワークの対応:
  - Tri-band 3G UMTS/HSDPA networks: 2100/1900/850/800 MHz
  - Quad-band GSM/GPRS/EDGE networks: 850/900/1800/1900 MHz

## 評判
Torch 9800は、史上最高のBlackBerryとして販売されたが、サイト「PC World's」の「Ginny Mies」などは、以前のBlackBerryとの決定的な差が見つける事が出来なかった。先行して市場に出ていたiPhone 4やMotorola Droid Xと比較して、前時代的な仕様でだったことである。Torchに採用された624MHzのCPUクロック数は、iPhone 4やMotorola Droid Xの1GHzと比較して低速。480x360ドット・3.2インチのディスプレイは、iPhone 4の3.5インチ・960x640ドット、Motorola Droid Xの4.3インチ・854×480ドットと比較した場合に、小型で低解像度である事が批判された。
サイト「CNET's」の「Bonnie Cha」は、インターフェイスの改良、検索機能、ブラウザやマルチメディア機能の改善を認識。また彼女は、いくつかのソフトウェアのアップデートが出来る事を評価した。
リサーチ・イン・モーションは、この機種のCPUがより新しい世代を使っていると発表し、同じBlackBerry 6の場合、旧世代のCPUを乗せているBlackBerry Bold 9700と比較して、1.8倍の速度で動くとしている。
「UBM techinsite」は、リサーチ・イン・モーションが発表した事を認識。分解してみた結果、CPUにPXA940を使用している事を確認し、BlackBerry Bold及びBlackBerry Bold 9700とは対照的に、45nmテクノロジーで作られたCPUを使っている。その事は、処理能力向上に貢献している。
「Anandtech」は採用された液晶を評価し、太陽が照る屋外でWEBページなどが見やすい機種の一つで、iPhone 4との違いは明らかとしている。また、コントラスト比も非常に良いと評価した。

「Crackberry」の「Kevin Michaluk」は、「どの様なスマートフォンユーザーにも、勧められる機種」であると、非常に良い評価をに行った。また、BlackBerry 6の採用、タッチティスプレイ、Webkitベースのブラウザーを評価した。反面、HD動画の未サポート、OpenGLの未対応を評価しなかった。